# Албијак (Лот)
Албијак (фр. Albiac) насеље је и општина у јужној Француској у региону Миди Пирене, у департману Лот која припада префектури Фижак.
По подацима из 2011. године у општини је живело 89 становника, а густина насељености је износила 23,24 становника/km². Општина се простире на површини од 3,83 km². Налази се на средњој надморској висини од 386 метара (максималној 430 m, а минималној 324 m).

## Демографија
| 1962. | 1968. | 1975. | 1982. | 1990. | 1999. | 2011. |
| ----- | ----- | ----- | ----- | ----- | ----- | ----- |
| 68    | 77    | 70    | 72    | 60    | 66    | 89    |

График промене броја становника у току последњих година